# Битва при Клавихо
Би́тва при Клави́хо — предполагаемое сражение между королём Астурии Рамиро I и мусульманами, произошедшее 23 мая 844 года около Клавихо (Риоха), одно из самых знаменитых сражений Реконкисты. Согласно легенде, астурийцы разбили мусульман, вдохновившись явлением святого Иакова. Некоторые историки ставят под сомнение реальность данного сражения, ссылаясь на отсутствие археологических находок в районе битвы. Тем не менее это событие стало важным элементом формирования испанского национального самосознания.

## Ход сражения
Поводом для сражения стал отказ Рамиро I Астурийского продолжать платить дань арабским эмирам, в частности, отправить им 100 девственниц. Христианские войска во главе с Рамиро I выдвинулись против мусульман эмира Абд ар-Рахмана II, но в районе Нахеры оказались окружены большой мусульманской армией. В итоге Рамиро с армией был блокирован в замке Клавихо. В летописях сказано, что Рамиро приснился сон, в котором ему явился апостол Иаков, пообещавший королю своё присутствие в бою и победу. Согласно легенде, в день битвы Рамиро I и его воины были вдохновлены явлением апостола на белом коне, что помогло им разбить мусульман.
25 мая в городе Калаорра король между христианами и мусульманами было заключено компромиссное соглашение, названное Voto de Santiago. Легенда об участии апостола Иакова в битве при Клавихо во многом способствовала развитию христианского паломничества в Сантьяго-де-Компостела. В реальности такие паломничества начались не раньше XII века. Тем не менее, с этого времени апостол Иаков стал символом борьбы против ислама — Сантьяго Матаморосом.